# AM30
Le AM30 (en néerlandais: MR30) est une future rame automotrice électrique de l'opérateur de chemin de fer belge SNCB.

## Histoire
En 2022, la SNCB a lancé un appel d’offres pour remplacer 600 rames, notamment les AM75, AM80, AM86 et AR41 qui arrivent en fin de vie.
Fin février 2025, le Conseil d’administration de la SNCB a choisi le groupe Espagnol CAF comme soumissionnaire préférentiel pour développer, produire et livrer les trains, au détriment d'Alstom, acteur majeur de l'industrie ferroviaire belge, ou encore Siemens, qui a notamment construit les dernières AM08. Les nouvelles rames, issues de la famille CAF Civity, devraient être assez proches des DDNG des NS.
En avril 2025, une lettre ouverte d'universitaires demande à la SNCB de ne pas signer de contrat avec les trois candidats, CAF, Alstom et Siemens. La CAF participe et Alstom a participé dans le tramway de Jérusalem (Jerusalem Light Rail, JLR).

Maquette des futures DDNG des NS, avec une voiture de tête à un niveau.

## Objectif
La capacité des AM30 (avec un maximum de 170.000 places assises) est nécessaire pour le remplacement des séries automotrices AM75, AM80, AM86 et AR41 qui seront en fin de vie horizon 2029-2034.

## Variantes
Trois variantes d’automotrices composent cet appel d'offres, :
- une variante de trois voitures d'un seul niveau (vvv), alimentée par batteries. Elle est destinée à remplacer les AR41 sur les lignes non électrifiées et aux relations transfrontalières[2] (Lille et Maubeuge en France, Rosendael aux Pays-Bas, Aix-la-Chapelle en Allemagne...).
- une variante de trois voitures avec les deux voitures de tête sur un niveau et la voiture intermédiaire sur deux niveaux (vVv), alimentée par caténaire.
- une variante de quatre voitures avec les deux voitures de tête sur un niveau et les deux voitures intermédiaires sur deux niveaux (vVVv), alimentée par caténaire.

## Caractéristiques
Autres caractéristiques ont été prises en compte:
- quatre portes par voiture
- pas de portes d’intercirculation entre deux voitures
- vitres laissant passer d’ondes mobiles
- une toilette pour trois voitures, deux toilettes pour quatre voitures
- caméras intelligentes et un système de pesage du train
- peinture anti-graffiti à l'extérieur
- vitesse maximale de 160 km/h, ou 120 km/h en mode batterie[8]